# Таранец, Александр Михайлович
Александр Михайлович Таранец (26 марта 1924, Зелёное, Екатеринославская губерния — 27 февраля 1998, Вена) — советский и украинский концертно-камерный певец (лирический баритон). Народный артист УССР (1984).

## Биография
Родился 26 марта 1924 года в селе Зелёное. Учился в школе.
Воевал в Великой Отечественной войне. В 1947 году демобилизован, затем учился в Днепропетровском музыкальном училище.
Высшее вокальное образование получил в Киевской консерватории (ныне Национальная музыкальная академия Украины имени П. И. Чайковского) (1951—1955, класс Ивана Паторжинского), куда был принят на второй курс.
С 1953 года работал солистом Украинской государственной эстрады (с 1959 года — Укрконцерт).
В репертуар входили произведения украинских и российских композиторов: Н. Лысенко, М. Глинки, К. Вильбоа, Я. Степного, В. Косенко, А. Билаша, А. Филиппенко, П. Майбороды (первый исполнитель «Песни о полотенце»), И. Шамо, а также украинские народные песни.
Гастролировал с концертами за рубежом. Записал на пластинки украинские народные песни, песни украинских композиторов, эстрадные песни. Был первым исполнителем песен «Мы пойдём, где травы наклонные», «Маричка», «Песня про рушник», «Ясени», «Чернобровой», «Моя тропинка», «Прилетела ласточка» и других. Участвовал в озвучивании 48 кинофильмов, среди которых «Годы молодые» (1958), «Киевлянка» (1958), «Роман и Франческа» (1960). Давал концерты участникам ликвидации аварии на Чернобыльской АЭС (1986—1987).
Популярным на украинской эстраде в своё время был дуэт Александра Таранца и Петра Ретвицкого. Дуэт выступал около 27 лет с песнями «Плывёт лодка», «Месяц на небе», «Когда расстаются двое», «Снег на зелёных листьях», «Как защебетал соловей» и другие.
Умер 27 февраля 1998 года в командировке в Вене. Похоронен на Байковом кладбище.

## Награды
- Орден «Знак Почёта» (24 ноября 1960) — отмечая выдающиеся заслуги в развитии советской литературы и искусства и в связи с декадой украинской литературы и искусства в гор. Москве[2];
- Народный артист УССР (1984);
- Лауреат Республиканского конкурса вокалистов в Киеве (1959, 2-я премия).

## Память
В 2002 году был снят документальный фильм, посвящённый жизни и творчеству певца: «И на том рушныке…» (Укртелефильм, автор и режиссер Неля Даниленко, оператор Александр Скударь).